# Weinges Erlich
Das Gebiet Weinges Erlich wurde vom Landratsamt Karlsruhe durch Verordnung vom 15. Oktober 1962 als Landschaftsschutzgebiet ausgewiesen. Es liegt auf dem Gebiet der Gemeinden Graben-Neudorf und Dettenheim im Landkreis Karlsruhe.

## Lage und Beschreibung
Das 195 ha große Landschaftsschutzgebiet liegt im Pfinztal zwischen Graben-Neudorf und Dettenheim. Es gehört zum Naturraum Nördliche Oberrhein-Niederung. Im Süden grenzt das Naturschutzgebiet Oberbruchwiesen unmittelbar an.
Es handelt sich um eine Waldgebiet in einer grundwasserbeeinflussten Niederung. In einigen Bereichen ist ein Traubenkirschen-Erlen-Eschen-Feuchtwald mit Übergängen zum Erlenbruchwald ausgebildet.